# Марс (бомбардирский корабль)
«Марс» — парусный бомбардирский корабль Балтийского флота Российской империи, находившийся в составе флота с 1771 по 1780 год и принимавший участие в практических плаваниях эскадр флота в Финском заливе.

## Описание корабля
Один из шести парусных бомбардирских кораблей типа «Дондер», строившихся в 1751—1771 годах на верфях Санкт-Петербурга и Кронштадта по проекту кораблестроителя Д. Сютерланда. Длина корабля по сведениям из различных источников составляла 28,9—29 метров, ширина — 8,2—8,23 метра, глубина интрюма — 3,3 метра и осадка — 3,35—3,7 метра. Вооружение судна составляли 10 орудий, включавшие мортиры и гаубицы, а экипаж состоял из 100 человек.

## История службы
Бомбардирский корабль «Марс» был заложен на Кронштадтской верфи 7 (18) марта 1771 года и после спуска на воду 21 июня (2 июля) 1771 года вошёл в состав Балтийского флота России. Строительство корабля вёл корабельный мастер в ранге подполковника В. А. Селянинов по проекту корабельного мастера майорского ранга Д. Сютерланда.
В 1773 и 1777 годах находился при Кронштадтском порту, при этом в 1777 году его командир капитан-лейтенант А. М. Ушаков был определён помощником советника в интендантской экспедиции.
В 1778 году принимал участие в практическом плавании эскадры кораблей Балтийского флота в Финском заливе у Красной Горки.
В 1780 году бомбардирский корабль «Марс» был разобран.

## Командиры корабля
Командирами бомбардирского корабля «Марс» в разное время служили:
- лейтенант Е. И. Апрелев (1773 год)[10];
- капитан-лейтенант А. М. Ушаков (1777—1778 годы)[11].

### Комментарии
1. ↑  Также в серию входили бомбардирские корабли «Дондер», «Самсон», «Гром» и два корабля «Юпитер» 1755 и 1771 годов постройки.
2. ↑  95 футов.
3. ↑  27 футов.
4. ↑  11 футов.